# Cayo Las Uvas
Cayo Las Uvas är en ö i Kuba.   Den ligger i provinsen Provincia de Pinar del Río, i den västra delen av landet, 140 km väster om huvudstaden Havanna.